# 屯留区
屯留区（とんりゅう-く）は中華人民共和国山西省長治市に位置する市轄区。

## 歴史
前漢により設置された。南北朝時代、北斉により廃止されたが、596年（開皇16年）に隋代により再設置された。元代にも1266年（至元3年）に廃止されたが、1278年（至元15年）に再設置された。
1958年に長子県と統合され屯長県とされたが、同年に廃止され長治市に編入、1960年に屯長県が再設置されたが、翌年には屯留県と長子県に分割された、2018年9月に屯留区と改称され現在に至る。

## 行政区画
- 街道:麟絳街道
- 鎮:上村鎮、漁沢鎮、余吾鎮、吾元鎮、張店鎮、豊宜鎮
- 郷:李高郷、路村郷、河神廟郷
- 康荘工業園区、上蓮開発区、西流寨開発区